# Episodi de Il mio amico Arnold (quinta stagione)
La quinta stagione della sitcom Il mio amico Arnold è stata trasmessa negli Stati Uniti dal 2 ottobre 1982 al 7 maggio 1983. Mary Jo Catlett entra nel cast per interpretare Pearl Gallagher, la terza governante. In Italia è stata trasmessa su Canale 5 a partire dal 14 novembre 1983. Risultano non essere stati doppiati in italiano gli episodi 23 e 24. 
| Nº | Titolo originale                    | Titolo italiano                       | Prima TV USA     | Prima TV Italia  |
| -- | ----------------------------------- | ------------------------------------- | ---------------- | ---------------- |
| 1  | Shoot-Out at the O.K. Arcade        | Sfida al campione                     | 2 ottobre 1982   | 14 novembre 1983 |
| 2  | In the Swim                         | Nell'acqua bollente                   | 9 ottobre 1982   | 1983             |
| 3  | Cyrano De Jackson                   | Cyrano De Jackson                     | 16 ottobre 1982  | 1983             |
| 4  | Big Brother                         | Il fratello maggiore                  | 23 ottobre 1982  | 1983             |
| 5  | The Peacemaker                      | Il riconciliatore                     | 30 ottobre 1982  | 1983             |
| 6  | Substitute Teacher                  | Il supplente                          | 6 novembre 1982  | 1984             |
| 7  | The Older Woman                     | Willis il conquistatore               | 13 novembre 1982 | 1984             |
| 8  | A Case of Overexposure/Overexposure | Un caso di sovraesposizione           | 20 novembre 1982 | 1984             |
| 9  | Memories                            | Ricordi                               | 27 novembre 1982 | 1984             |
| 10 | Push Comes to Shove                 | Spinta porta spinta                   | 4 dicembre 1982  | 1984             |
| 11 | The Executives                      | Il neo dirigente                      | 11 dicembre 1982 | 1984             |
| 12 | Santa's Helper                      | Buon Natale                           | 18 dicembre 1982 | 1984             |
| 13 | A Growing Problem                   | Un problema di crescita               | 8 gennaio 1983   | 1985             |
| 14 | Parents Have Rights, Too            | Anche i genitori hanno i loro diritti | 15 gennaio 1983  | 1985             |
| 15 | Independent Woman                   | Una donna indipendente                | 22 gennaio 1983  | 1985             |
| 16 | The Bicycle Man: Part 1             | L'uomo delle biciclette: Parte 1      | 5 febbraio 1983  | 1985             |
| 17 | The Bicycle Man: Part 2             | L'uomo delle biciclette: Parte 2      | 12 febbraio 1983 | 1985             |
| 18 | Family On Ice                       | La famiglia sul ghiaccio              | 19 febbraio 1983 | 1985             |
| 19 | Hall Monitor                        | La capoclasse                         | 26 febbraio 1983 | 1985             |
| 20 | The Cricket                         | Il grillo                             | 5 marzo 1983     | 28 dicembre 1983 |
| 21 | The Roommates                       | Il compagno di stanza                 | 12 marzo 1983    | 30 dicembre 1983 |
| 22 | The Reporter                        | Colpo giornalistico                   | 19 marzo 1983    | 1985             |
| 23 | Romeo and Juliet                    |                                       | 30 aprile 1983   | Inedito          |
| 24 | My Fair Larry/My Fair Lady          |                                       | 7 maggio 1983    | Inedito          |

## Sfida al campione
- Titolo originale: Shoot-Out at the O.K. Arcade
- Diretto da: Gerren Keith
- Scritto da: Howard Leeds, Martin Cohan e Blake Hunter

### Trama
Arnold è talmente determinato a sconfiggere Willis a un gioco da non preoccuparsi più di nient'altro.   
- Guest stars: Shavar Ross (Dudley Ramsey), Steven Mond (Robbie Jayson) e Rosalind Chao (Signorina Chung).

## Nell'acqua bollente
- Titolo originale: In The Swim
- Diretto da: Gerren Keith
- Scritto da: Blake Hunter, Howard Leeds e Martin Cohan

### Trama
Kimberly comincia a frequentare la stessa scuola pubblica di Willis e vuole unirsi alla squadra maschile di nuoto. Nel frattempo, a casa Drummond arriva una nuova governante, Pearl Gallagher. 
- Guest stars: Mary Jo Catlett (Pearl Gallagher), Janet Jackson (Charlene Duprey), Keith Fisher (Christopher), Annrae Walterhouse (Muriel), Kimberly Kordes (Jan) e Duke Stroud (Coach Barkley).
- Note: Prima apparizione di Mary Jo Catlett, inizialmente personaggio ricorrente e poi inserita nella sigla iniziale a partire dalla sesta stagione. Questo è il centesimo episodio della serie.

## Cyrano De Jackson
- Titolo originale: Cyrano De Jackson
- Diretto da: Gerren Keith
- Scritto da: Paul Robinson Hunter

### Trama
Dudley vuole conquistare una ragazza e Arnold si offre di aiutarlo, anche se le cose non vanno come previsto. 
- Guest stars: Mary Jo Catlett (Pearl Gallagher), Shavar Ross (Dudley Ramsey) e Nikki Swasey (Lisa Hayes).
- Note: Dana Plato è assente in questo episodio.

## Il fratello maggiore
- Titolo originale: Big Brother
- Diretto da: Gerren Keith
- Scritto da: Bruce Taylor

### Trama
Arnold, dispiaciuto per un compagno di scuola che non ha amici, chiede alla famiglia di fargli compagnia. Willis inizia a passare molto tempo con il bambino e ciò scatena la gelosia del fratello. 
- Guest stars: Mary Jo Catlett (Pearl Gallagher), Joey Lawrence (Joey) e Huntz Hall (Signore).

## Il riconciliatore
- Titolo originale: The Peacemaker
- Diretto da: Gerren Keith
- Scritto da: Don Segall

### Trama
Willis crede che la sua sicurezza personale sia in pericolo e decide di comprare una pistola per tutelarsi. 
- Guest stars: Mary Jo Catlett (Pearl Gallagher), Andrew Clay (Larry), Arye Gross (Marco), Cosie Costa (Julie), Jesse Aragon (Heraldo), Arlee Reed (Billy), Charles Holman Brown (Chuck) e Bruce Kluger (Carl).

## Il supplente
- Titolo originale: Substitute Teacher
- Diretto da: Gerren Keith
- Scritto da: Robert Jayson e A. Dudley Johnson Jr.

### Trama
Arnold e i suoi compagni di classe architettano un piano per far cacciare il nuovo supplente.  
- Guest stars: Mary Jo Catlett (Pearl Gallagher), Shavar Ross (Dudley Ramsey), Steven Mond (Robbie Jayson), Rosalind Chao (Signorina Chung), Kareem Abdul-Jabbar (Signor Wilkes) e J. Jay Saunders (Signor Langford).

## Willis il conquistatore
- Titolo originale: The Older Woman
- Diretto da: Gerren Keith
- Scritto da: Debra Frank e Scott Rubenstein

### Trama
Sotto falsa identità e alle spalle di Charlene, Willis ottiene un appuntamento con una donna più grande di lui.  
- Guest stars: Mary Jo Catlett (Pearl Gallagher), Janet Jackson (Charlene Duprey), Shari Belafonte-Harper (Monique), Nancy Morgan (Kate), Brian Whitley (Art) e Bobby Herbeck (Fattorino).

## Un caso di sovraesposizione
- Titolo originale: A Case of Overexposure
- Diretto da: Gerren Keith
- Scritto da: Bob Peete e Sandy Fries

### Trama
Arnold si infuria con Kimberly dopo aver scoperto che una foto di lui sotto la doccia è stata resa pubblica.  
- Guest stars: Mary Jo Catlett (Pearl Gallagher), Shavar Ross (Dudley Ramsey), Steven Mond (Robbie Jayson), Nikki Swasey (Lisa Hayes) e Rosalind Chao (Signorina Chung).
- Note: Un altro titolo di questo episodio è Overexposure.

## Ricordi
- Titolo originale: Memories
- Diretto da: Gerren Keith
- Scritto da: Howard Meyers, Paul Haggis e Brian K. Moody

### Trama
Arnold e Willis ritrovano una vecchia registrazione della loro defunta madre.   
- Guest stars: Mary Jo Catlett (Pearl Gallagher), John C. Becher (Jack Darcy) e Betty Bridges (Signora Jackson).

## Spinta porta spinta
- Titolo originale: Push Comes to Shove
- Diretto da: Gerren Keith
- Scritto da: Richard Eckhaus

### Trama
Il signor Drummond e Arnold si scontrano con il nuovo amministratore dell'edificio e suo figlio e le conseguenze potrebbero implicare il loro sfratto dall'attico.   
- Guest stars: Mary Jo Catlett (Pearl Gallagher), William Schilling (Louis Garth), Brad Kesten (Bobby Garth) ed Edward Andrews (Signor Sloan).

## Il neo dirigente
- Titolo originale: The Executives
- Diretto da: Gerren Keith
- Scritto da: Albert E. Lewin

### Trama
Arnold, Willis e Kimberly cominciano a lavorare presso la compagnia del signor Drummond e scoprono come funziona il mondo del lavoro.    
- Guest stars: Mary Jo Catlett (Pearl Gallagher), Art Kassul (Jack Duffy) ed Erik Moses (James).

## Buon Natale
- Titolo originale: Santa's Helper
- Diretto da: Gerren Keith
- Scritto da: Bruce Taylor

### Trama
Un uomo travestito da Babbo Natale viene invitato a casa Drummond e deruba la famiglia.     
- Guest stars: Mary Jo Catlett (Pearl Gallagher) e Garrett Morris (Babbo Natale).
- Note: La sigla finale è differente rispetto a quella degli altri episodi.

## Un problema di crescita
- Titolo originale: A Growing Problem
- Diretto da: Gerren Keith
- Scritto da: Ed Jurist

### Trama
Willis ha intenzione di partecipare a una festa ma il signor Drummond scopre che ci sarà da bere e si oppone fermamente.      
- Guest stars: Mary Jo Catlett (Pearl Gallagher) e Lawrence Monoson (Jerry).

## Anche i genitori hanno i loro diritti
- Titolo originale: Parents Have Rights, Too
- Diretto da: Gerren Keith
- Scritto da: Martin Cohan

### Trama
Il signor Drummond vuole passare il weekend con una donna ma il ritorno a casa dei ragazzi e di Pearl stravolge i suoi piani.      
- Guest stars: Mary Jo Catlett (Pearl Gallagher) e Louise Sorel (Robin Saunders).

## Una donna indipendente
- Titolo originale: Independent Woman
- Diretto da: Gerren Keith
- Scritto da: John Donley

### Trama
Kimberly riceve molte attenzioni dal suo capo, il quale spera di ottenere un posto presso la compagnia del signor Drummond.      
- Guest stars: Mary Jo Catlett (Pearl Gallagher), Catherine Curry (Jane), Panchito Gomez (Julio) e Todd Isaacson (Brian).

## L'uomo delle biciclette: Parte 1
- Titolo originale: The Bicycle Man: Part 1
- Diretto da: Gerren Keith
- Scritto da: Blake Hunter

### Trama
Arnold e Dudley passano molto tempo con un venditore di biciclette senza sapere che in realtà l'uomo è un pedofilo.      
- Guest stars: Shavar Ross (Dudley Ramsey) e Gordon Jump (Signor Horton).
- Note: L'episodio inizia con un videomessaggio di Conrad Bain, il quale invita i telespettatori a discutere della delicata tematica trattata.

## L'uomo delle biciclette: Parte 2
- Titolo originale: The Bicycle Man: Part 2
- Diretto da: Gerren Keith
- Scritto da: Blake Hunter

### Trama
Il signor Drummond, grazie a quello che Arnold racconta, capisce che il venditore di biciclette è un pedofilo e tenta di salvare Dudley, rimasto solo con l'uomo. 
- Guest stars: Shavar Ross (Dudley Ramsey), Le Tari (Ted Ramsey), Gordon Jump (Signor Horton) e Brad Trumbull (Detective Simpson).
- Note: Conrad Bain invita nuovamente i telespettatori a discutere della delicata tematica trattata. L'episodio termina con un videomessaggio che esorta chi è a conoscenza di casi di violenza sessuale a informare le autorità competenti.

## La famiglia sul ghiaccio
- Titolo originale: Family On Ice
- Diretto da: Gerren Keith
- Scritto da: Bruce Taylor, Jennifer Burton Kurtz e Mitchell Wayne Cohen

### Trama
La grande pattinatrice Dorothy Hamill rimane molto impressionata dal talento di Kimberly sui pattini.       
- Guest stars: Mary Jo Catlett (Pearl Gallagher) e Dorothy Hamill (Sé stessa).

## La capoclasse
- Titolo originale: Hall Monitor
- Diretto da: Gerren Keith
- Scritto da: Marshall Goldberg

### Trama
Kathy frequenta la scuola pubblica e Arnold fa il possibile per aiutarla a fare amicizia con i compagni, ottenendo però dei risultati diversi da quelli che si aspettava.       
- Guest stars: Shavar Ross (Dudley Ramsey), Steven Mond (Robbie Jayson), Melanie Watson (Kathy Gordon), Joan Welles (Dorothy Gordon) e Rosalind Chao (Signorina Chung).

## Il grillo
- Titolo originale: The Cricket
- Diretto da: Gerren Keith
- Scritto da: Howard Meyers, Paul Haggis e Bill Shinkai

### Trama
Il signor Drummond regala ad Arnold un grillo portafortuna che provoca alla famiglia tante notti insonni.      
- Guest stars: Mary Jo Catlett (Pearl Gallagher), Shavar Ross (Dudley Ramsey), Steven Mond (Robbie Jayson) e Nikki Swasey (Lisa Hayes).

## Il compagno di stanza
- Titolo originale: The Roommates
- Diretto da: Gerren Keith
- Scritto da: Howard Leeds

### Trama
Poiché Willis ha bisogno di tranquillità per studiare, il signor Drummond e Arnold dovranno alloggiare nella stessa stanza.      
- Guest star: Mary Jo Catlett (Pearl Gallagher).

## Colpo giornalistico
- Titolo originale: The Reporter
- Diretto da: Gerren Keith
- Scritto da: Jennifer Burton Kurtz, Mitchell Wayne Cohen, Sheila Scott e Diane Schroder

### Trama
Arnold scrive una storia riguardante l'esistenza di un traffico di droga nella sua scuola. La notizia suscita molto scalpore tanto da attirare l'attenzione di Nancy Reagan.      
- Guest stars: Mary Jo Catlett (Pearl Gallagher), Shavar Ross (Dudley Ramsey), Steven Mond (Robbie Jayson), Nikki Swasey (Lisa Hayes), Nancy Reagan (Sé stessa), David Mendenhall (Sidney), Rosalind Chao (Signorina Chung) e J. Jay Saunders (Signor Langford).

## Romeo and Juliet
- Diretto da: Dolores Ferraro
- Scritto da: Robert Jayson e A. Dudley Johnson Jr.

### Trama
Arnold è entusiasta di ricoprire il ruolo di Romeo nella recita scolastica ma non sa che Lisa, sua nemica, interpreterà Giulietta.
- Guest stars: Mary Jo Catlett (Pearl Gallagher), Shavar Ross (Dudley Ramsey), Steven Mond (Robbie Jayson), Nikki Swasey (Lisa Hayes), Paula Hoffman (Marsha), Rosalind Chao (Signorina Chung) e Gary Waynesmith (Signor Werther).
- Note: In Italia questo episodio è inedito.

## My Fair Larry
- Diretto da: Gerren Keith
- Scritto da: John Donley e Bruce Taylor

### Trama
Willis deve aiutare un suo compagno di scuola a ottenere un appuntamento e chiede aiuto a Kimberly, la quale attira l'attenzione del ragazzo.
- Guest stars: Mary Jo Catlett (Pearl Gallagher), Andrew Clay (Larry), Jami Gertz (Lindsey) e Stephanie Williams (Stephanie).
- Note: Un altro titolo di questo episodio è My Fair Lady. In Italia questo episodio è inedito.